# Urbano Santos (kommun)
Urbano Santos är en kommun i Brasilien.   Den ligger i delstaten Maranhão, i den nordöstra delen av landet, 1 500 km norr om huvudstaden Brasília. Antalet invånare är 24 548.
Följande samhällen finns i Urbano Santos:
- Urbano Santos

Omgivningarna runt Urbano Santos är huvudsakligen savann. Runt Urbano Santos är det glesbefolkat, med 13 invånare per kvadratkilometer.